# CDMA2000

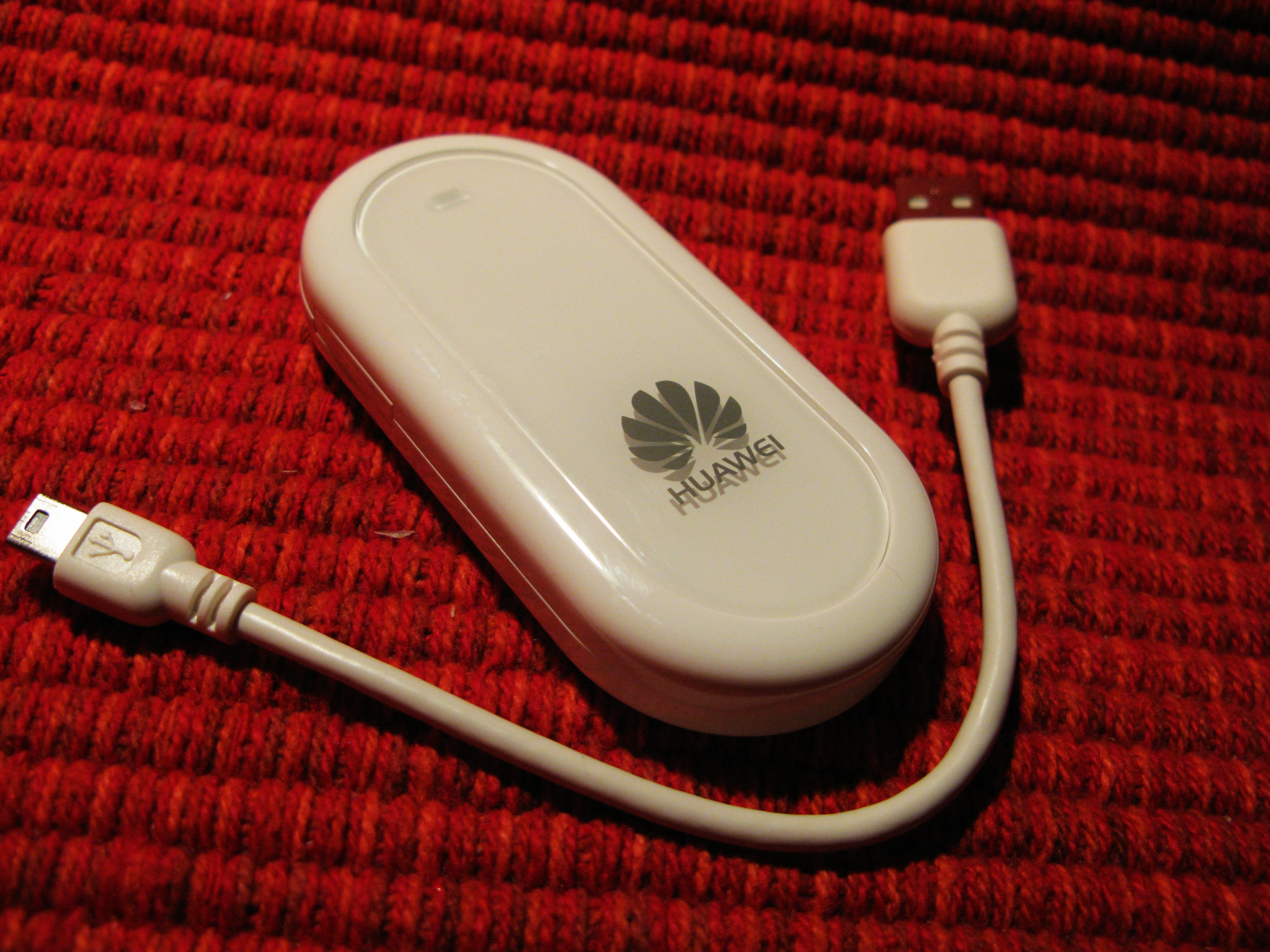
Bezdrátový USB modem pro CDMA2000 1xEV-DO firmy Huawei

CDMA2000 (TIA/EIA/IS-2000) je rodina 3G standardů pro mobilní sítě, které používají kódový multiplex (CDMA) pro komunikaci mobilních telefonů se sítí. Na konci roku 2011 jej používalo více než 620 miliónů uživatelů především ve Východní Asii a Severní Americe (z toho více než 200 miliónů pouze pro datové služby – takto je CDMA2000 používáno i v Evropě a České republice), což jej řadí na druhé místo za GSM/UMTS. CDMA2000 je ve skutečnosti souhrnné označení pro rodinu protokolů, které reprezentují několik vývojových stupňů:
- CDMA2000 1xRTT
- CDMA2000 1xEV-DO: Release 0, Revision A, Revision B
- CDMA2000 1xEV-DO Revision C neboli Ultra Mobile Broadband (UMB)
- CDMA2000 1xEVDV

Všechna uvedená rádiová rozhraní vyhovují ITU specifikaci IMT-2000, ve které jsou označována jako IMT Multi‑Carrier (IMT‑MC).
CDMA2000 má relativně dlouhou technickou historii a je zpětně kompatibilní s předchozí 2G verzí IS-95 (cdmaOne). Ve Spojených státech je CDMA2000 registrovaná obchodní značka Telecommunications Industry Association (TIA-USA). CDMA je v současnosti standardizováno organizací 3GPP2 v řadě standardů začínajících C.S0001.

## 1X
CDMA2000 1X (IS-2000), označované též jako 1x a 1xRTT, je základní protokol pro rádiové rozhraní pro CDMA2000. Zkratka znamená 1× Radio Transmission Technology a odkazuje se na použití stejné technologie jako u IS-95 – stejné rádiové pásmo, použití stejných duplexních párů se šířkou kanálu 1.25 MHz jako u IS-95. 1xRTT však téměř zdvojnásobuje kapacitu cdmaOne/IS-95 ve směru ze základnové stanice k mobilnímu telefonu přidáním 64 kanálů ortogonálních k původním 64. Standard 1X podporuje paketová data až do rychlosti 153 kbit/s a ve většině komerčních aplikací dosahuje reálných rychlostí 60–100 kbit/s. IMT-2000 provedlo změny i na linkové vrstvě pro lepší podporu datových služeb, včetně protokolů pro řízení přístupu k médiu a řízení linky s podporou QoS. Linková vrstva v IS-95 poskytovala pouze "best efforts delivery" pro data a přepojování okruhů pro hlas (hlasový rámec každých 20 ms).

## 1xEV-DO
CDMA2000 1xEV-DO (Evolution-Data Optimized) (někdy též Evolution Data-Only), obvykle zkracované jako EV-DO nebo EV poskytuje výrazné zvýšení rychlosti. Používá se pro vysokorychlostní připojení k Internetu. Využívá techniky multiplexování zahrnující CDMA (code division multiple access) a TDMA (time division multiple access) k maximalizaci rychlosti přenosu pro jednoho uživatele i celou buňku. Je standardizovaný organizací 3GPP2 jako součást rodiny standardů CDMA2000 a byl přijat mnoha mobilními operátory po celém světě – jak operátory, kteří již dříve používali CDMA sítě pro telefonii, tak operátory, kteří CDMA používají pouze pro poskytování datových služeb. Je také používán sítí satelitních telefonů Globalstar.

## Varianty CDMA2000 1x EV-DO
| EV-DO varianta            | Max. rychlost pro downlink | Max. rychlost pro uplink | Šířka kanálu, duplex |
| ------------------------- | -------------------------- | ------------------------ | -------------------- |
| Rel. 0                    | 2.4 Mb/s                   | 153.6 kb/s               | 1.25 MHz FDD         |
| Rev. A                    | 3.1 Mb/s                   | 1.8 Mb/s                 | 1.25 MHz FDD         |
| Rev. B (Multi-Carrier)    | 9.3 Mb/s                   | 5.4 Mb/s                 | 5 MHz FDD            |
| Rev. B (MC + H/W upgrade) | 14.7 Mb/s                  | 5.4 Mb/s                 | 5 MHz FDD            |

CDMA2000 poskytuje také BCMCS (Broadcast/Multicast Services). CDMA2000 1x EV-DO Rev.A z roku 2004 přinesla podporu QoS pro VoIP.

## CDMA sítě
CDMA Development Group oznámila, že v květnu 2012 poskytovalo služby CDMA2000 1X nebo 1xEV-DO 329 operátorů ve 121 zemích.

## Historie

### cdmaOne
Předchůdcem CDMA2000 byla síť 2G cdmaOne, nazývaná také IS-95 nebo TIA/EIA-95.
Klíčovou roli ve vývoji standardu cdmaOne hrál Andrew Viterbi – inženýr a profesor na University of California. Objevil teoretické základy spojené s technologií CDMA mobilních sítí, a byl spoluzakladatelem společnosti Qualcomm, která rozpracovala standardy pro rádiové přístupové sítě založené na CDMA. V roce 1989 Qualcomm oznámil první funkční prototyp, v následujících několika letech provedl úspěšné testy, a v roce 1993 byl organizací TIA vydán první standard IS-95A – severoamerický standard pro digitální mobilní komunikaci.
První síť založená na této normě byla uvedena do komerčního využití v roce 1995 (Hong Kong, provozovatel Hutchison Telecom). V roce 1996 byla cdmaOne síť spuštěna v Jižní Koreji a ve 14 městech v USA (provozovatel PrimeCo, nyní Verizon Wireless) a počet uživatelů této technologie přesáhl jeden milion.
V roce 1997 byla zveřejněna specifikace IS-95B, která umožňuje přenos datových paketů rychlostí 64 kbit/s v cdmaOne síti. V tomto roce bylo v USA cdmaOne nasazeno ve více než 100 městech.
V roce 2001 přesáhl počet účastníků cdmaOne 100 milionů. Od té doby klesá, protože provozovatelé ve standardních cdmaOne sítí postupně migrují na standard třetí generace CDMA2000, který je přirozeným nástupcem cdmaOne (používá stejnou frekvenci, stejnou šířku rozprostřeného pásma, kompatibilní kódovací techniky a vysílaný signál).

### Další vývoj
4G následníkem CDMA2000 měl být UMB (Ultra Mobile Broadband); v listopadu 2008 však firma Qualcomm oznámila, že končí s vývojem této technologie ve prospěch LTE.